# Roberto Medina (actor)
Roberto Medina (Ciudad de México, 18 de abril de 1968) es un actor de cine y televisión mexicano.

## Biografía
Cuando era niño, no estaba dentro de sus planes la actuación, mucho menos trabajar en Hollywood, pero en la preparatoria entró en un curso de teatro y tras cumplir tareas que consistían en asistir a presentaciones de obras teatrales, quedó impresionado con el ritual escénico. Cuando terminó la preparatoria, entró al Instituto Tecnológico Autónomo de México (ITAM) para estudiar Economía, pero para el tercer semestre fundó un grupo de teatro con algunos de sus compañeros. Poco antes de terminar la carrera, Medina ya se presentaba en algunas obras de teatro y, una vez que se graduó, decidió continuar estudiando actuación en el Centro Universitario de Teatro de la UNAM. No obstante su emoción, su calendario escolar se cruzó con sus obligaciones de trabajo en el INEGI, por lo que fue expulsado del Centro, lo que lo llevó a viajar a Estados Unidos. Ahí obtuvo un lugar en la Rutgers University, donde además de sus clases, trabajaba en una biblioteca y como mesero los fines de semana. La historia de Medina con la actuación es por de más curiosa, dado que aunque ha acumulado experiencia en el teatro, cine y televisión, tanto de Hollywood como de México, siempre se conseguía papeles secundarios, hasta que el director Noe Santillán-López lo seleccionó para uno de los papeles estelares de la cinta La última y nos vamos (2015). En años recientes, Medina, quien tiene más de 30 créditos en cine televisión, ha participado en las cinta Phoenix Forgotten (2017), Among Thieves (2019) y Nuevo orden (2020).

## Filmografía
- Gertrudis (1992) como Toledo.
- María José (1995) como Dr. Molina.
- Al norte del corazón (1997).
- Mookie (1998).
- Perla (1998) como Octavio.
- Amores Perros (2000) como Conductor TV.
- El amor no es como lo pintan (2000) como Rafael Ávila.
- El guardián de Red Rock (2001) como Lercy Sanders.
- Pecado original (2001) como Card Player.
- Lo que callamos las mujeres (2001) como Gerardo/Ricardo/Ángel.
- Fidel (2002) como Dr. Fernández.
- Lo que es el amor (2001-2002) como Moisés.
- Frida (2002) como Dr. Farril.
- 21 Gramos (2003) como Dr. Molina.
- Ladrón de corazones (2003) como Padre Anselmo Tapia.
- The Unit (2006) como Director.
- Así del precipicio (2006) como papá de Lucía.
- Ladrón que roba a ladrón (2007) como Chava.
- Héroes (2007) como Hernandez.
- Encrucijada (2009) como Arturo García.
- Guild Wars 2 (20012) como Ezhah.
- Levantamuertos (2013) como Dr. Bañuelos.
- The Bridge (2014) como Amadeo Benavides/Prosecutor.
- Agentes de S.H.I.E.L.D. (2014) como Bishop.
- Una última y nos vamos (2015) como Marcial.
- True Detective (2015) como Dr. Burke.
- Sky (2015) como Doctor.
- Uncharted 4: A Thief's End (2016) como Voces adicionales.
- La Entrega (2016) como Hombre viejo.
- Los olvidados de Phoenix (2017) como Walt.
- Los Romanov (2018) como Dr. Eduardo Siquieros.
- Among Thieves (2019) como Alonso.
- Nuevo Orden (2020) como Iván Novello.
- You can't always get what you want (2021) como Dr. Jimmy McKinnon
- La negociadora (2020) como Andrés Vega.
- Ensayo sobre el inicio (2020) como Kosjeric.